# کلیسای مارخنه
کلیسای مارخنه در روستاهای جمال آباد بر سر راه گردنه و پادگان قوشچی واقع شده‌اند. کلیسای مارخنه به آشوری‌های روستای جمال‌آباد تعلق دارد و به ابنیه مذهبی مسیحیان دوره ساسانی شبیه است. این بنا تاق‌ها و تاق نماهایی با طرح بیضی دارد و مصالح آن عمدتاً از سنگ است. جبهه خارجی آن غیر از مجسمه سنگی قوچی، تزئینات دیگری ندارد. جبهه داخلی کلیسا نیز با اندود ساده گچ پوشش داده شده است.